# Irène Knodt-Lenfant
Irène Knodt-Lenfant (née en 1951) est une psychologue belge, spécialisée dans les troubles du spectre de l'autisme.

## Biographie
Irène Knodt-Lenfant est titulaire d'une licence en psychologie spécialisée dans l'autisme à l'université de Liège. 
Considérée comme l'un des parents d'enfants autistes les plus connus en Belgique francophone, elle met l’accent en particulier sur l’importance de comprendre la « culture de l’autisme » et de témoigner de l’empathie absolue avec les individus qui se situent sur le spectre autistique.
Elle est la mère de trois enfants biologiques, et de deux adoptés. Le plus jeune, Claudin, est adopté à Haïti, alors qu'il est mutique et âgé de trois ans, en 1990. Claudin est diagnostiqué autiste à l'âge de huit ans. 
Elle est en juillet 1994 à l'initiative de l'ouverture d'une résidence pouvant héberger des personnes autistes sévères et à problèmes de comportements graves, Mistral, près de Liège, avec le soutien de fonds gouvernementaux,. 
Depuis, elle s'occupe essentiellement du suivi et de la supervision en institution de personnes autistes. Elle accompagne également des personnes avec syndrome d'Asperger dans leur vie quotidienne. Elle assure de nombreuses formations notamment dans le groupe de Théo Peeters.

## Publications
- « Notre enfant au corps d'adulte », INFO APEPA, juillet 2003, p. 17-23[5]
- Claudin, classé X chez les dinormos, Paris, éditions AFD Autisme France Diffusion, 2005  (ISBN 978-2951746428) (prix Spécial du Jury, prix Handi-Livres, 2006[6])
- Claudin ou le quotidien autistique d'un adulte chez les dinormos, Paris, Autisme diffusion, 2012  (ISBN 978-2-917150-20-7)